# Landkreis Forchheim
Landkreis Forchheim er en landkreis, der ligger i den sydlige del af Regierungsbezirk Oberfranken den tyske delstat Bayern. Nabokreise er mod nord Landkreis Bamberg, mod nordøst og øst  Landkreis Bayreuth, mod sydøst  Landkreis Nürnberger Land og mod syd og vest  Landkreis Erlangen-Höchstadt.

## Geografi
En stor del af landkreisen ligger i Fränkische Schweiz. Landkreisens vestlige del gennemløbes fra syd mod nord af floden Regnitz, der ved administrationsbyen  Forchheim modtager vand fra den fra øst kommende Wiesent, og ved grænsen til  Landkreis Bamberg løber den fra vest kommende flod Aisch ud. Parallelt med Regnitz løber  Main-Donau-Kanalen ligeledes gennem området. Det højeste punkt i landkreisen er Silberecke (602 moh.) ved Hiltpoltstein.
I 1991 skænkede Gudila von Pölnitz den i 1975 oprettede dyrepark ved Schloss Hundshaupten til Landkreis Forchheim. 

## Byer og kommuner
Kreisen havde 116099  indbyggere pr.  2018-12-31

| Byer 1. Ebermannstadt (6971) 2. Forchheim, administrationsby (32171) 3. Gräfenberg (4106) Købstæder (markt) 1. Eggolsheim (6580) 2. Egloffstein (2066) 3. Gößweinstein (4038) 4. Hiltpoltstein (1542) 5. Igensdorf (5107) 6. Neunkirchen a.Brand (8104) 7. Pretzfeld (2373) 8. Wiesenttal (2486) Kommuner 1. Dormitz (2098) 2. Effeltrich (2557) 3. Hallerndorf (4225) 4. Hausen (3734) 5. Heroldsbach (5107) 6. Hetzles (1314) 7. Kirchehrenbach (2220) 8. Kleinsendelbach (1456) 9. Kunreuth (1408) 10. Langensendelbach (3149) 11. Leutenbach (1652) 12. Obertrubach (2185) 13. Pinzberg (1947) 14. Poxdorf (1514) 15. Unterleinleiter (1233) 16. Weilersbach (2014) 17. Weißenohe (1136) 18. Wiesenthau (1606) Verwaltungsgemeinschafte 1. Dormitz (Kommunerne Dormitz, Hetzles og Kleinsendelbach) 2. Ebermannstadt (Byen Ebermannstadt og kommunen Unterleinleiter) 3. Effeltrich (Kommunerne Effeltrich og Poxdorf) 4. Gosberg (Kommunerne Kunreuth, Pinzberg og Wiesenthau) 5. Gräfenberg (Byen Gräfenberg, Markt Hiltpoltstein og kommunen Weißenohe) 6. Kirchehrenbach (Gemeinden Kirchehrenbach, Leutenbach og Weilersbach) |